# 艾德蒙·希拉里

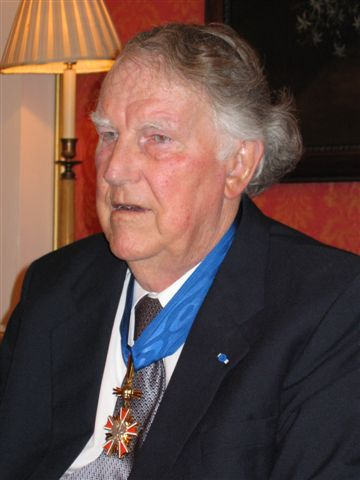
艾德蒙·希拉里

艾德蒙·珀西瓦尔·希拉里爵士，KG，ONZ，KBE（英語：Edmund Percival Hillary，1919年7月20日—2008年1月11日），是紐西蘭登山家和探險家，在和雪巴人嚮導丹增·诺盖的合作之下，他和丹增·诺盖成了可證明的記錄中最早成功攀登珠穆朗瑪峰峰頂的人。

## 生平
艾德蒙·希拉里出生於奧克蘭附近的图阿考。他在奧克蘭文理學校（Auckland Grammar School）就读期间，每天來回路程需要兩個多鐘頭。他在少年時期要比同輩同學矮。
十六歲時，希拉里随學校旅行到魯阿佩胡火山，这激发起了他對登山的興趣。这让他发现自己非常强壮，并且具有比他的登山同伴更强的耐力。
在第二次世界大戰後，希拉里成为了紐西蘭皇家空軍的導航員。
在1951年他參加了紐西蘭珠穆朗瑪遠征團，但是他们失敗了。到了1953年時，他又加入了英國遠征嘗試團并成功登顶：在当年的5月29日希拉里與尼泊爾雪巴的嚮導丹增·諾蓋一起到達了29,035英尺（8,850）的山頂。下降以後，有人傳說這位蜂農就講這一句話（「我打倒這個雜種了！」）。在1956年、1960－1961年和1963－1965年期間他又參觀與攀登了喜馬拉雅山的其它十個峰頂。1958年1月4日，希拉里參加了英國的聯邦橫越南極洲遠征，並随后到達了南極。
他在1953年7月16日受勳為英帝國勳爵士。1987年他又获颁新西兰勋章（Order of New Zealand）。1995年4月23日他又被授予嘉德勋章（Order of the Garter）。
在一次尼泊爾的空難中，希拉里失去了他的妻子露絲和女兒彼連達。後來他又与June Mulgrew结婚。他的兒子彼得·希拉里也是位冒險家，曾两次攀登珠峰。
晚年在紐西蘭過著安逸的退休生活。2008年1月11日，希拉里因為心臟病發在奧克蘭市醫院逝世，享壽88歲。

## 外部連結
- NZEdge bio
- NZ Geographic profile （页面存档备份，存于）
- Himalayan Trust UK site （页面存档备份，存于）
- American Himalayan Foundation
- Academy of Achievement entry
- 訃文